# Балабуха Анатолій Хомич
Балабуха Анатолій Хомич — поет, редактор, перекладач з Харківщини. Брат літературознавця Кіма Хомича Балабухи.

## Біографія
Балабуха Анатолій Хомич народився 6 листопада 1938 року в селищі Старе Мажарове (що на межі з дніпропетровським Приоріллям, тепер це Зачепилівський район) на Харківщині в учительській сім'ї (батько — Хома Васильович та мати Софія Гаврилівна) і був молодшою дитиною в родині (має ще брата — літературознавця, педагога та поета Кіма Хомича Балабуху).
1941 року батька перевели разом з родиною директором школи у Бердянськ. Та батько невдовзі після початку війни пішов добровольцем і загинув під Краснодаром, родина була в евакуації в Сталінградській області. Після визволення Зачепілівського району родина повернулась спочатку до Бердянська, (де мати викладала не лише російську мову, як в селищі, а й математику), потім — до рідного селища. У старших класах школи родина переїхала до Краснограду. Там він навчався в школі № 1 Красноградської районної ради на вул. Лермонтова, 49, що носить ім'я Олександра Копиленка.

### Освіта
У 1958 році закінчив Красноградське медичне училище. Після закінчення працював фельдшером у с. Червоноармійське Зачепилівського району.
Вищу освіту здобув у Харківському державному університеті імені О. М. Горького (нині Університет ім. В. Каразіна) на філологічному факультеті (1967).

### Робота
По закінченню філологічного відділення університету працював редактором у Книжковій палаті України. З 1974 року обіймав посаду редактора у видавництві при ХДУ «Основа».

## Літературна діяльність
Перша збірка віршів вийшла друком у 1956 році в рамках серії «Перша книга поета» під назвою «Келих сонця» за редакцією Р. Я. Кальницького та невеличкою біографічною довідкою про автора від видавництва «Прапор» накладом 4000 книжок.
Твори Анатолія Балабухи друкуються на сторінках газет:
- «Ленінська зміна»
- «Соціалістична Харківщина»
- «Літературна Україна»
- «Молодь України»

Його твори друкувались в журналах та альманахах:
- «День поезії» (1959 рік)[2]
- «Дніпро»
- «Перець»